# Max Schreck
Maximilian "Max" Schreck, född 6 september 1879 i Berlin, död 20 februari 1936 i München, var en tysk skådespelare. Han är främst känd för sin roll som Greve Orlok i stumfilmen Nosferatu, eine Symphonie des Grauens från 1922, som blev den allra första vampyrfilmen i långfilmsformat. 

## Biografi
Max Schreck fick sin skådespelarträning vid Berlins stadsteater och arbetade vid Münchner Kammerspiele i München 1919-1922. Han filmdebuterade i Der Richter von Zalamea (1920). Efter Nosferatu (1922) medverkade han bland annat i Die Straße (1923) innan han åter arbetade med Nosferatu-regissören F.W. Murnau i Storhertigens finanser (1924). Han fortsatte att arbeta i både film och teater fram till sin död 1936.
Max Schreck var gift med skådespelerskan Fanny Normann. Han var farbror till skådespelerskan Gisela Uhlen.

## Eftermäle
Max Schreck gestaltas av den amerikanske skådespelaren Willem Dafoe i skräckfilmen Shadow of the Vampire (2000), vilken löst handlar om inspelningen av Nosferatu. I den filmen framställs det som att Schreck verkligen var en vampyr.
Max Schreck är även namnet på Christopher Walkens karaktär i filmen Batman - Återkomsten (1992). Karaktären är dock inte baserad på den verkliga personen.

## Filmografi
| År   | Titel                                             | Roll                       | Övrigt                                        |
| ---- | ------------------------------------------------- | -------------------------- | --------------------------------------------- |
| 1920 | Der Richter von Zalamea                           | Don Mendo                  |                                               |
| 1921 | Der zeugende Tod                                  | -                          |                                               |
| 1921 | Der Roman der Christine von Herre                 | Peter                      |                                               |
| 1921 | Am Narrenseil, 2. Teil - Rätsel der Kriminalistik | -                          |                                               |
| 1922 | Nosferatu                                         | Greve Orlok                | Betraktas ofta som den första Dracula-filmen. |
| 1922 | Nathan der Weise                                  | Stormästare                |                                               |
| 1923 | Köpmannen i Venedig                               | Dogen av Venedig           |                                               |
| 1923 | Die Straße                                        | Den blinde                 |                                               |
| 1923 | Mysterien eines Frisiersalons                     | Kund                       |                                               |
| 1924 | Storhertigens finanser                            | Den olycklige Ränksmidaren |                                               |
| 1924 | Dudu, ein Menschenschicksal                       | -                          |                                               |
| 1925 | Krieg im Frieden                                  | Apotekare                  |                                               |
| 1926 | Der rosa Diamant                                  | Watson                     |                                               |
| 1927 | Der Sohn der Hagar                                | -                          |                                               |
| 1927 | Am Rande der Welt                                 | Gårdfarihandlare           |                                               |
| 1927 | Ramper, der Tiermensch                            | -                          |                                               |
| 1928 | Der alte Fritz - 1. Friede                        | Betjänten Rietz            |                                               |
| 1928 | Doña Juana                                        | Juanas far                 |                                               |
| 1928 | Der alte Fritz - 2. Ausklang                      | Betjänten Rietz            |                                               |
| 1928 | Luther                                            | Alexander                  |                                               |
| 1928 | Scampolo                                          | Servitör                   |                                               |
| 1928 | Rasputins Liebesabenteuer                         | Nikolaj Nikolajevitch      |                                               |
| 1928 | Die Republik der Backfische                       | Tulipan                    |                                               |
| 1928 | Moderne Piraten                                   | Phillips                   |                                               |
| 1928 | Serenissimus und die letzte Jungfrau              | von Krampf                 |                                               |
| 1928 | Volga - Volga                                     | -                          |                                               |
| 1929 | Der Kampf der Tertia                              | Benno Biersack             |                                               |
| 1930 | Ludwig der Zweite, König von Bayern               | -                          |                                               |
| 1930 | Leendets land                                     | Hundraåringen              |                                               |
| 1930 | Boykott                                           | Tjänsteman                 |                                               |
| 1932 | Peter Voss, der Millionendieb                     | -                          |                                               |
| 1932 | Nacht der Versuchung                              | -                          |                                               |
| 1932 | Die verkaufte Braut                               | Komikern Muff              | Okrediterat                                   |
| 1932 | Fürst Seppl                                       | Väpnare                    |                                               |
| 1932 | Ein Mann mit Herz                                 | -                          |                                               |
| 1933 | Eine Frau wie Du                                  | Dr Kurtz                   |                                               |
| 1933 | Muß man sich gleich scheiden lassen               | Kongressledamot            |                                               |
| 1933 | Roman einer Nacht                                 | Professor Kolski           |                                               |
| 1933 | Fröken Hoffmans äventyr                           | Bärare                     |                                               |
| 1933 | Tunneln                                           | Chesterfield               |                                               |
| 1933 | Ein Kuß in der Sommernacht                        | Herr Krause                |                                               |
| 1933 | Kärlekshotellet                                   | Hotelldirektör             |                                               |
| 1934 | Per Gynt                                          | Talare                     |                                               |
| 1935 | Kärlek och knockout                               | Chef för konstnärsförbund  |                                               |
| 1936 | Donogoo Tonka                                     | Emigrant                   |                                               |
| 1936 | Die letzten Vier von Santa Cruz                   | William                    |                                               |